# Regola di Kasha
La regola di Kasha è un principio di chimica fisica. La regola stabilisce che tutti gli stati eccitati superiori si disattivano per via non radiativa a stati a più bassa energia della propria molteplicità di spin, cioè che l'emissione di fotoni per fluorescenza o fosforescenza avvengono solo dal più basso stato elettronicamente eccitato di una molecola.

È stata formulata dal chimico statunitense Michael Kasha nel 1950.
La regola è nata come empirica, ma trova la sua spiegazione nella legge del salto d'energia (energy gap law), che si basa sulla dipendenza del principio di Franck-Condon dalla differenza di energia tra i livelli elettronici della transizione (come espressa dalla regola d'oro di Fermi) nei processi non radiativi.
Eccezioni alla regola si trovano quando i salti energetici tra gli stati eccitati sono larghi, ad esempio nell'azulene.

## Disattivazioni non radiative
Le disattivazioni non radiative sono un tipo di transizione isoenergetica che avviene tra due livelli vibrazionali appartenenti a due stati elettronici differenti. Le transizioni non radiative sono in genere fenomeni irreversibili, in quanto sono associati ad un aumento dell'entropia, (lo stato elettronico di arrivo possiede una densità di livelli vibrazionali maggiore a parità di energia), e perché il fenomeno del rilassamento vibrazionale dello stato elettronico a minore energia è un fenomeno estremamente veloce, (nell'ordine dei ps).
La costante cinetica del processo di transizione isoenergetica non radiativa è data, secondo la teoria perturbativa, dalla regola d'oro di Fermi:
{\displaystyle k_{nr}=({\frac {2\pi }{\hbar }}\left|\langle \phi _{i}S_{i}|{\hat {\mathrm {H} '}}|\phi _{f}S_{f}\rangle \right|^{2}\sum _{n}\langle \theta _{i,0}|\theta _{f,n}\rangle ^{2}={\frac {2\pi }{\hbar }}\left|\langle \phi _{i}S_{i}|{\hat {\mathrm {H} '}}|\phi _{f}S_{f}\rangle \right|^{2}\rho }
Dove {\displaystyle k_{nr}} è la costante cinetica della transizione non radiativa,  {\displaystyle {\hat {\mathrm {H} '}}} l'hamiltoniano perturbativo al primo ordine, {\displaystyle \phi ,S,\theta _{k,n}}, sono rispettivamente la componente elettronica, la componente di spin e la componente nucleare, ( livello vibrazione con v=n), della funzione d'onda dello stato iniziale o finale.
Al diminuire della differenza energetica tra gli stati, la velocità del processo di transizione non radiativa aumenta, in quanto la sovrapposizione tra gli stati vibrazionali dei due stati diventa maggiore. Infatti all'aumentare del numero quantico v, (e quindi dell'energia), aumentano i numeri di nodi delle funzioni d'onda vibrazionali e diminuisce di conseguenza la sovrapposizione. 